# Eurysa flavobrunnea
Eurysa flavobrunnea är en insektsart som först beskrevs av Dlabola 1956.  Eurysa flavobrunnea ingår i släktet Eurysa och familjen sporrstritar. Inga underarter finns listade i Catalogue of Life.